# Clavaria zollingeri
Clavaria zollingeri Lév, 1846, noto anche come corallo violetto, è un fungo basidiomicete della famiglia Clavariaceae.